# Dipentodontaceae
Dipentodontaceae är en växtfamilj i ordningen Huerteales som i sin tur tillhör klassen trikolpater (Eudicotyledonae). Den innehåller de två släktena Dipentodon och Perrottetia. Det senare av dessa släkten var tidigare placerat i Celastraceae.
Familjens arter är utformade som träd eller buskar och de är lövfällande eller ibland städsegröna. Bladen sitter på kvisten mittemot varandra. Inom familjen är blommorna sällan större än 4 mm. Arterna producerar frukter som liknar en druva med ett frö eller bär med upp till fyra frön.
Släktet Perrottetia hittas i nästan alla regioner vid eller söder om ekvatorn förutom Afrika. Släktet Dipentodon förekommer i sydöstra Kina och Vietnam. Antalet arter är ungefär 20.
Typsläktets vetenskapliga namn är sammansatt av de gammalgrekiska orden dio (dubbelt), pente (fem) och odontos (tänder). Det syftar på blommans form.